# زانگشن
زانگشن (انگلیسی: Zongshen) شرکت موتورسیکلت‌سازی چینی است، که در سال ۱۹۹۲ تأسیس شد.